# Periscyphis latissimus
Periscyphis latissimus là một loài chân đều trong họ Eubelidae. Loài này được Omer-Cooper miêu tả khoa học năm 1926.